# 災害救助法
災害救助法（さいがいきゅうじょほう、昭和22年10月18日法律第118号）は、災害発生時の応急仮設住宅の設置や生活必需品の提供などをはじめとする、被災者の保護と社会の秩序の保全に関する日本の法律である。
主務官庁は2001年の中央省庁再編以後、内閣府防災担当政策統括官職へと定められた。当該法律にて定められた適用基準に適合した時に、前述したものとともに総務省消防庁国民保護・防災部防災課、防衛省陸上幕僚監部、国土交通省大臣官房危機管理官職、厚生労働省社会・援護局総務課および医政局医事課など他省庁と連携して執行にあたる。

## 目的
本法は、災害に際して、国が地方公共団体、日本赤十字社その他の団体及び国民の協力の下に、応急的に必要な救助を行い、被災者の保護と社会の秩序の保全を図ることを目的とする（第1条）。

## 構成
- 第一章　総則（第1条-第2条、第3条から第21条まで削除）
- 第二章　救助（第22条-第32条）
- 第三章　費用（第33条-第44条）
- 第四章　罰則（第45条-第48条）
- 附　則

## この法律のあらまし
災害により、
- 多数の住家の危害
- 生命・身体への危害
- 被災者の救護を著しく困難とする特別の事情がある場合で、かつ、多数の世帯の住家が滅失した状態

またはそれを生じるおそれをもたらす被害が発生した被災地に、都道府県が適用し、自衛隊（主に陸上自衛隊）への災害派遣の要請や日本赤十字社に対して応急的な救助の要請、調整、費用の負担を行う。
法に定められた救助の費用は、原則として各都道府県が負担（法37条に定めた災害救助基金の積み立て）し、都道府県の財政力に応じて国が負担する。
似た名前の「災害対策基本法」は、国や地方公共団体が地域防災計画など防災施策を定めるに当たり望ましい方針を示すための法律で、直接の関係はない。（ただし、災害救助法に基づく公的支援を受けるために必要となる「罹災証明書」は災害対策基本法に基づいて交付されるものである。）

## 対象となる活動の種類
本法第23条、施行令第8条には次のように規定されている。
- 避難所などの収容施設や仮設住宅の供与
- 炊出しなどによる給食
- 給水車などによる給水
- 被服、寝具その他生活必需品の支給又は貸与
- 医療及び助産（救護班の出動など）
- 被災者の救出
- 被災住宅の応急修理
- 被災者の生業に必要な金品の給与・貸与
- 学用品の給与
- 埋葬
- 遺体の捜索及び処理
- 災害によって住居又はその周辺に運ばれた土石、竹木等で、日常生活に著しい障害を及ぼしているもの（障害物。豪雪災害時の雪も含む）の除去

## 救助の内容
救助の程度、方法、期間は、内閣総理大臣が定める基準に従い都道府県知事等が定める（施行令第3条）。

## 適用基準
第一に、大きな被害を受けた世帯数を示す「住家滅失世帯数」が基準となっている。政令で定める程度の災害が発生した市（特別区を含む。以下同じ。）町村の区域（地方自治法（昭和二十二年法律第六十七号）第二百五十二条の十九第一項の指定都市にあっては、当該市の区域又は当該市の区若しくは総合区の区域とする2つの適用単位があり、各地方公共団体の人口ごとに定められた下表の区分に従う。
なお「住家滅失世帯数」は以下の通り換算する。
- 1世帯 - 損壊・焼失・流失した部分の床面積が延べ床面積の70%以上程度のもの、またはその住家の主要な構成要素の経済的被害が合計の50%以上程度のもの。
- 1/2世帯に換算 - 損壊・焼失・流失した部分の床面積が延べ床面積の20%以上70%未満のもの、またはその住家の主要な構成要素の経済的被害が合計の20%以上50%未満のもの。
- 1/3世帯に換算 - 床上浸水や土石竹木（土砂）の堆積流入で一時的に居住できなくなったもの。

| 市町村内人口                             | 住家滅失世帯数 |
| ---------------------------------------- | -------------- |
| 5,000人未満                              | 30世帯         |
| 5,000人以上15,000人未満                  | 40世帯         |
| 15,000人以上30,000人未満                 | 50世帯         |
| 30,000人以上50,000人未満                 | 60世帯         |
| 50,000人以上100,000人未満                | 80世帯         |
| 100,000人以上300,000人未満               | 100世帯        |
| 300,000人以上                            | 150世帯        |
| 上記を満たした市町村が適用自治体となる。 |                |

| 都道府県内人口         | 住家滅失世帯数 |
| ---------------------- | -------------- |
| 100万人未満            | 1,000世帯      |
| 100万人以上200万人未満 | 1,500世帯      |
| 200万人以上300万人未満 | 2,000世帯      |
| 300万人以上            | 2,500世帯      |

| 市町村内人口                                                           | 住家滅失世帯数 |
| ---------------------------------------------------------------------- | -------------- |
| 5,000人未満                                                            | 15世帯         |
| 5,000人以上15,000人未満                                                | 20世帯         |
| 15,000人以上30,000人未満                                               | 25世帯         |
| 30,000人以上50,000人未満                                               | 30世帯         |
| 50,000人以上100,000人未満                                              | 40世帯         |
| 100,000人以上300,000人未満                                             | 50世帯         |
| 300,000人以上                                                          | 75世帯         |
| 別表第二を満たした都道府県内で上記を満たした市町村が適用自治体となる。 |                |

| 都道府県内人口                             | 住家滅失世帯数 |
| ------------------------------------------ | -------------- |
| 100万人未満                                | 5,000世帯      |
| 100万人以上200万人未満                     | 7,000世帯      |
| 200万人以上300万人未満                     | 9,000世帯      |
| 300万人以上                                | 12,000世帯     |
| 上記を満たした都道府県が適用自治体となる。 |                |

これに加えて、
- へき地で発生した災害など救護が困難な事情がある場合。具体的には、被災者への食品や生活必需品の補給に特別な方法が必要であったり、被災者の救出に特別な方法が必要であったりする場合。
- 多数の者が生命または身体に危害を受けた、または受けるおそれが生じた場合。具体的には、前項の場合のほか、多数の避難者がいて継続的な救助を必要とする場合。

上記のような事情があると、住家滅失世帯数が基準未満でも適用される場合がある。台風が接近するような状況では、実際に災害が発生する前に適用することも可能である。

## 適用事例
災害救助法の最新の適用状況については内閣府のサイトで確認できる。
阪神・淡路大震災では、約1800億円の費用を要した。この内訳は、概ね以下の通り。
- 応急仮設住宅：約1450億円
- 食品給与：約180億円
- 避難所の設置・生活必需品・医療費など：残りの約170億円

## 課題
- 阪神・淡路大震災において、食事が問題となった。法では現物支給が原則（法23条2項）であることから、炊き出しや弁当により内容の限られた食事が支給され、食事に制限のある被災者（避難行動要支援者）が困った状態となった。このため、被災地内限定の食券などが提案されたが、原則から変更されることはなかった。
- 応急仮設住宅は、住居期間2年以内・規格29.7m2（9坪）・限度額2,433,000円（2004年現在）である。この条件では、長期にわたる災害、例えば火山災害のように長期化する災害については、対応が困難である。(仮設住宅#諸問題を参照)